# Propan-1,3-diol
Propan-1,3-diol je organická sloučenina se vzorcem HOCH2CH2CH2OH. Tento tříuhlíkatý diol je za běžných podmínek bezbarvou viskózní kapalinou mísitelnou s vodou.

## Chemické vlastnosti

### Oxidace
Částečnou oxidací jedné alkoholové skupiny propan-1,3-diolu vznikne 3-hydroxypropanal, částečnou oxidací obou vznikne propandial, úplnou oxidací jedné
kyselina 3-hydroxypropanová, úplnou oxidací jedné a částečnou oxidací druhé kyselina 3-oxopropanová, úplnou oxidací obou kyselina malonová.

## Výroba
Propan-1,3-diol lze vyrobit hydratací akroleinu nebo hydroformylací ethylenoxidu za vzniku 3-hydroxypropanalu, který je poté hydrogenován na výsledný produkt. Lze také využít biologickou přeměnu glycerolu na propan-1,3-diol, která probíhá u některých bakterií.

## Použití
Tato látka se používá hlavně jako surovina na výrobu polymerů jako je polytrimethylentereftalát.
Propan-1,3-diol se přidává do mnoha průmyslových výrobků jako jsou kompozitní materiály, lepidla, laminát, nátěrové hmoty a polyestery. Používá se také jako rozpouštědlo v nemrznoucích kapalinách a v barvách.